# دانشگاه الزیتونه
دانشگاه الزیتونه (به عربی: جامعة الزیتونة) یک دانشگاه در تونس است که در تونس (شهر) واقع شده‌است.